# 尺側屈腕肌
尺侧腕屈肌是位於前臂的一块骨骼肌，它可以穩定腕關節並使得拇指可以大幅度移動。尺侧腕屈肌由尺神經支配。尺侧腕屈肌起自肱骨内上髁和尺骨鹰嘴，止于豌豆骨。